# Douglas Kennedy (acteur)
Pour les articles homonymes, voir Douglas Kennedy (homonymie) et Kennedy.
Douglas (Richards) Kennedy est un acteur américain, né le 14 septembre 1915 à New York (État de New York), mort le 10 août 1973 à Honolulu (Hawaï).

## Biographie
Au cinéma, comme second rôle de caractère (parfois non crédité), Douglas Kennedy contribue entre 1935 et 1968 à cent-dix-huit films américains, dont de nombreux westerns (avec une interruption de 1942 à 1946, étant mobilisé en raison de la Seconde Guerre mondiale).
Mentionnons Les Passagers de la nuit de Delmer Daves (1947, avec Humphrey Bogart et Lauren Bacall), Montana de Ray Enright (1950, avec Errol Flynn et Alexis Smith), La Dernière Caravane de Delmer Daves (1956, avec Richard Widmark et Felicia Farr), ou encore L'Incroyable Homme invisible d'Edgar G. Ulmer (1960, avec Ivan Triesault).
Pour la télévision, il collabore à deux téléfilms diffusés respectivement en 1956 et 1967. Mais surtout, il apparaît dans soixante-dix-neuf séries à partir de 1952, dont Alfred Hitchcock présente (trois épisodes, 1956-1959), Rawhide (trois épisodes, 1959-1965) et La Grande Vallée (23 épisodes, 1965-1969).
Sa dernière série est Hawaï police d'État, dont il tourne trois épisodes à Honolulu. Le troisième est diffusé le 13 mars 1973, près de cinq mois avant sa mort dans la capitale hawaïenne, d'un cancer.

## Filmographie partielle

### Au cinéma
- 1935 : Les Hors-la-loi (« G » Men) de William Keighley : Un agent (non crédité)
- 1940 : The Way of All Flesh (en) de Louis King : Timothy
- 1940 : Le Mystère du château maudit (The Ghost Breakers) de George Marshall : Un interne (non crédité)
- 1940 : Les Tuniques écarlates (North West Mounted Police) de Cecil B. DeMille : Carter
- 1940 : Éveille-toi mon amour (Arise, my love) de Mitchell Leisen : Un étudiant (non crédité)
- 1941 : The Great Mr. Nobody (en) de Benjamin Stoloff : M. McGraw
- 1941 : Passage from Hong Kong (en) de D. Ross Lederman : Jeff Hunter
- 1947 : L'Infidèle (The Unfaithful)
- 1947 : L'Amant sans visage (Nora Prentiss) de Vincent Sherman : Le médecin urgentiste
- 1947 : La Possédée (Possessed) de Curtis Bernhardt : Le procureur général
- 1947 : Les Passagers de la nuit (Dark Passage) de Delmer Daves : Le détective Kennedy
- 1947 : Gai, marions-nous (Always Together) de Frederick de Cordova : L'avocat Doberman
- 1947 : Mon père et nous (Life with Father) de Michael Curtiz : Le pasteur Morley (non crédité)
- 1948 : Ombres sur Paris (To the Victor) de Delmer Daves : Steve
- 1948 : Les Aventures de don Juan (Adventures of Don Juan) de Vincent Sherman : Don Rodrigo
- 1948 : Whiplash de Lewis Seiler
- 1948 : Romance à Rio (Romance on the High Seas) de Michael Curtiz : Le vendeur de voitures (non crédité)
- 1949 : La Sirène des bas-fonds (Flaxy Martin) de Richard L. Bare : Hap Richie
- 1949 : Ville haute, ville basse (East Side, West Side) de Mervyn LeRoy : Alec Dawning
- 1949 : Le Rebelle (The Fountainhead) de King Vidor : Un journaliste (non crédité)
- 1949 : L'Homme de Kansas City (Fighting Man of the Plains) d'Edwin L. Marin : Le procureur Kenneth « Ken » Vedder
- 1949 : Les Chevaliers du Texas (South of St. Louis) de Ray Enright : Lee Price
- 1950 : La Loi des bagnards (en) (Convicted) d'Henry Levin : Le détective Bailey
- 1950 : La Piste des caribous (The Cariboo Trail) d'Edwin L. Marin : Murphy
- 1950 : Montana de Ray Enright : Rodney Ackroyd
- 1951 : Une vedette disparaît (Callaway Went Thataway) de Melvin Frank et Norman Panama
- 1951 : Corsaire de Chine (China Corsair) de Ray Nazarro
- 1951 : La Revanche des Sioux (en) (Oh ! Susanna) de Joseph Kane : Le soldat Emers
- 1951 : J'étais une espionne américaine (I Was an American Spy) de Lesley Selander : Le sergent John Phillips
- 1952 : Les Derniers Jours de la nation Apache (en) (Indian Uprising) de Ray Nazarro : Cliff Taggert
- 1952 : Le Sillage de la mort (Torpedo Alley) de Lew Landers : Le lieutenant Dore Gates
- 1953 : Les Rebelles de San Antone (en) (San Antone) de Joseph Kane : Le capitaine Garfield
- 1953 : Tempête sur le Texas (en) (Gun Belt) de Ray Nazarro : Mel Dixon
- 1953 : La Loi du scalp (War Paint) de Lesley Selander
- 1953 : Les Envahisseurs de la planète rouge (Invaders from Mars) de William Cameron Menzies : Le policier Jackson (non crédité)
- 1953 : La Mer des bateaux perdus (Sea of Lost Ships) de Joseph Kane : Le pilote d'hélicoptère

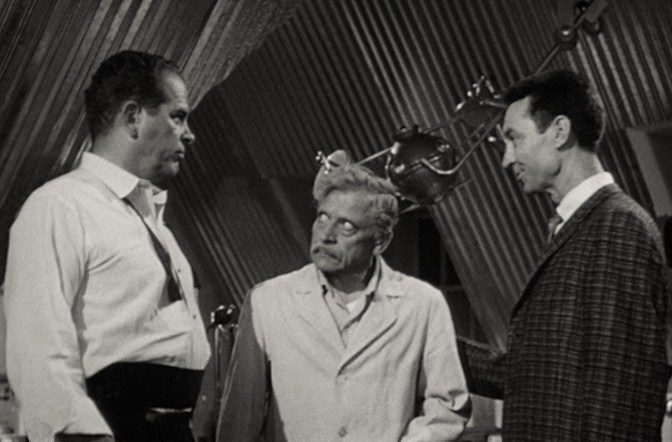
De g. à d. : Douglas Kennedy, Ivan Triesault et James Griffith, dans L'Incroyable Homme invisible (1960)

- 1954 : Seul contre tous (it) (Rails Into Laramie) de Jesse Hibbs : Le télégraphiste
- 1954 : Écrit dans le ciel (The High and the Mighty) de William A. Wellman : Le journaliste Boyd (non crédité)
- 1954 : Les Brigands de l'Arizona (en) (The Lone Gun) de Ray Nazarro : Hort Moran
- 1955 : Une étrangère dans la ville (Strange Lady in Town) de Mervyn LeRoy : Slade Wickstrom
- 1955 : Pavillon de combat (The Eternal Sea) de John H. Auer : Le capitaine Walter Riley
- 1956 : La Dernière Caravane (The Last Wagon) de Delmer Daves : Le colonel Normand
- 1956 : Strange Intruder d'Irving Rapper
- 1957 : Le Carrefour de la vengeance (it) (Hell's Crossroads) de Franklin Adreon : Frank James
- 1957 : L'Oasis des tempêtes (The Land Unknown) de Virgil W. Vogel : Le capitaine Burnham
- 1958 : Le Justicier masqué (The Lone Ranger and the Lost City of Gold) de Lesley Selander : Ross Brady
- 1958 : The Bonnie Parker Story de William Witney
- 1959 : The Alligator People (en) de Roy Del Ruth : Dr  Wayne MacGregor
- 1960 : L'Incroyable Homme invisible (The Amazing Transparent Man) d'Edgar G. Ulmer : Joey Faust
- 1961 : Flight of the Lost Balloon de Nathan Juran : Sir Hubert Warrington
- 1968 : The Destructors (en) de Francis D. Lyon : Le général

### À la télévision
(séries, sauf mention contraire)
- 1954 : Histoires du siècle dernier (Stories of the Century)
  - Saison 1, épisode 18 Bill Longley de William Witney : rôle-titre
- 1955-1956 : Badge 714 ou Coup de filet (Dragnet), première série
  - Saison 4, épisode 27 The Big Mailman (1955) : rôle non spécifié ; épisode 30 The Big Number (1955) : L'agent Tom Ashford
  - Saison 5, épisode 27 The Big Siege (1956) : rôle non spécifié
- 1956 : Assignment : Mexico, téléfilm de Bernard Girard : Donovan
- 1956-1959 : Alfred Hitchcock présente (Alfred Hitchcock Presents)
  - Saison 2, épisode 10 Jonathan (1956) : Jonathan Dalliford ; épisode 38 A Little Sleep (1957) de Paul Henreid : Austin
  - Saison 5, épisode 13 Le Pont du hibou (An Occurrence at Owl Creek Bridge, 1959) de Robert Stevenson : L'officier de l'Union
- 1957 : Cheyenne
  - Saison 2, épisode 18 The Spanish Grant : Blake Holloway
- 1957-1965 : Perry Mason, première série
  - Saison 1, épisode 13 The Case of the Moth-Eaten Mink (1957) de Ted Post : Le sergent Jaffrey
  - Saison 2, épisode 2 The Case of the Lucky Loser (1958) de William D. Russell : Steven Boles
  - Saison 3, épisode 16 The Case of the Wary Wildcatter (1960) de William D. Russell : Lucky Sterling
  - Saison 8, épisode 21 The Case of the Fatal Fetish (1965) : Brady Duncan
- 1958 : Au nom de la loi (Wanted : Dead or Alive)
  - Saison 1, épisode 11 Service rendu (The Favor) : Le shérif Hank Bedloe
- 1958-1959 : La Grande Caravane (Wagon Train)
  - Saison 1, épisodes 30 et 31 The Major Adams Story, Parts I & II (1958) de Mark Stevens : Le colonel Hillary
  - Saison 2, épisode 33 Chuck Wooster, Wagonmaster (1959) de Virgil W. Vogel : John Loring
- 1958-1959 : Maverick
  - Saison 1, épisode 22 The Burning Sky (1958) de Gordon Douglas : Connors
  - Saison 3, épisode 10 Easy Mark (1959) de Lew Landers : McFearson
- 1959 : Bat Masterson
  - Saison 1, épisode 17 License to Cheat de Jesse Hibbs : Le shérif Jeb Crater
- 1959 : Zorro
  - Saison 2, épisode 33 Invitation à la mort ('Invitation to Death), épisode 34 Les Regrets du capitaine (The Captain Regrets), épisode 35 Mascarade pour un meurtre (Masquerade for Murder) et épisode 36 Vive le gouverneur (Long Live the Governor) : Manuel
- 1959 : Laramie
  - Saison 1, épisode 12 Man of God de Lesley Selander : Le trafiquant d'armes
- 1959-1965 : Rawhide
  - Saison 2, épisode 3 Épidémie sur le troupeau (Incident at Dangerfield Dip, 1959) de Robert D. Webb : Ewan Dangerfield
  - Saison 7, épisode 18 Favor mène l'enquête (Texas Fever, 1965) d'Harmon Jones : Maxey
  - Saison 8, épisode 2 La Chevauchée du mensonge (Ride a Crooked Mile, 1965) de Jus Addiss : Nat Benson
- 1959-1968 : Bonanza
  - Saison 1, épisode 4 The Paiute War (1959) : Bill Stewart
  - Saison 7, épisode 13 A Natural Wizard (1965) de Robert Totten : Stoney
  - Saison 8, épisode 11 The Oath (1966) de Gerd Oswald : Big Charlie Monahan
  - Saison 9, épisode 1 Second Chance (1967) : Jonathan Frazier ; épisode 29 The Bottle Fighter (1968) : Le shérif Sam Purcell
- 1960 : L'Homme à la carabine (The Rifleman)
  - Saison 2, épisode 28 Smoke Screen : Pete Crandell
- 1960 : Sugarfoot
  - Saison 3, épisode 17 Blue Bonnet Story de Leslie Goodwins : Le shérif Williams
- 1960-1966 : Gunsmoke ou Police des plaines (Gunsmoke ou Marshal Dillon)
  - Saison 5, épisode 34 Speak Me Fair (1960) d'Andrew V. McLaglen : Traych ; épisode 39 Cherry Red d'Andrew V. McLaglen (1960) : Yancey
  - Saison 10, épisode 4 The Violators (1964) : Talbot
  - Saison 11, épisode 32 Prime of Life (1966) de Robert Totten : John Stoner
- 1964-1966 : Lassie
  - Saison 11, épisodes 9 et 10 Lassie and the Fugitive, Parts I & II (1964) de John English : Dale Jensen
  - Saison 12, épisode 17 Lassie Catches the Poachers (1966) : Le père
- 1965 : Au-delà du réel (The Outer Limits), première série
  - Saison 2, épisode 15 Le Cerveau du colonel (The Brain of Colonel Barham) de Charles F. Haas : Le général Daniel Pettit
- 1965-1969 : La Grande Vallée (The Big Valley)
  - Saisons 1 à 4, 23 épisodes : Le shérif Fred Madden (19 épisodes)
- 1966-1967 : Le Virginien (The Virginian)
  - Saison 4, épisode 17 Men with Guns (1966) : Le shérif
  - Saison 6, épisode 10 Paid in Full (1967) de Don McDougall : M. Oliver
- 1967 : Le Cheval de fer (The Iron Horse)
  - Saison 1, épisode 20 The Bridge at Forty-Mile : Adam Preston
- 1971 : Sam Cade (Cade's County)
  - Saison unique, épisode 6 Gray Wolf d'Alf Kjellin : rôle non spécifié
- 1973 : Hawaï police d'État (Hawaii Five-0)
  - Saison 5, épisode 17 Deux maisons et une double vie (Here Today, Gone Tonight) de Michael O'Herlihy : Fleming ; épisode 21 Pourcentage (Percentage) de Robert Butler : Sinclair ; épisode 24 Procès (Jury of One) d'Alf Kjellin : Turner Carr